# Rose Red
Rose Red (ou encore Stephen King's Rose Red) est une mini-série américaine, scénarisée par Stephen King et réalisée par Craig R. Baxley, et diffusée pour la première fois en trois épisodes du 27 au 29 janvier 2002 sur le réseau ABC. L'histoire se déroule dans un manoir de Seattle nommé Rose Red, réputé hanté, qui fait l'objet de l’enquête du parapsychologue Joyce Reardon et de son équipe de psis, qui vont s'exposer à la colère des forces surnaturelles qui résident au manoir.

## Résumé
Steven Rimbauer est le propriétaire d'un immense manoir de Seattle nommé Rose Red, construit en 1906 par son ancêtre, le millionnaire John Rimbauer, pour sa femme Ellen. Il autorise le docteur Joyce Reardon, une professeur de psychologie aux méthodes peu orthodoxes, à y conduire à l'intérieur une équipe de personnes possédant des pouvoirs psychiques. Le but de l'équipe est d'établir des preuves formelles de l'existence du paranormal car le manoir est réputé hanté, au moins 23 personnes ayant disparu ou trouvé la mort à l'intérieur de la bâtisse, qui semble également pouvoir changer de configuration ou augmenter sa taille. L'équipe de psis réunie par Reardon comprend Victor Kandinsky, homme âgé capable de précognition ; Pam Asbury, dotée du pouvoir de psychométrie ; Cathy Kramer, qui se livre à la psychographie ; Nick Hardaway, un télépathe capable de vision à distance ; et Emery Waterman, doté du pouvoir de rétrovision. Plus tard, Annie et Rachel Wheaton, deux sœurs, se joignent à l'équipe car Annie, une adolescente, se livre à la psychokinèse.
Un photographe engagé par Carl Miller, un collègue de Reardon, pour tenter de la discréditer pénètre dans Rose Red et y disparaît, victime de forces surnaturelles. Peu après, l'équipe de Reardon arrive à son tour dans le manoir et ils retrouvent le téléphone portable du photographe. Pendant la nuit, plusieurs évènements inquiétants se produisent. Le lendemain, Miller est à son tour attiré dans le manoir par un message téléphonique, et Patricia Waterman, la mère dominatrice d'Emery, s'y rend également car elle s'inquiète pour son fils. Elle ne tarde pas à être victime des forces qui hantent le manoir, de même que Pam Asbury, qui est noyée dans un étang du jardin alors qu'elle est en transe. Kandinsky meurt quant à lui d'une attaque cardiaque provoquée par des visions.
Emery tente vainement de convaincre le reste de l'équipe de quitter le manoir, alors que Miller est la nouvelle victime des forces surnaturelles de Rose Red. Emery est attaqué par des fantômes en essayant de quitter le manoir mais parvient à les repousser. Il perd cependant plusieurs doigts quand les portes du manoir se referment brutalement dessus. Nick et Emery découvrent alors qu'Annie, possédée par les esprits de la bâtisse, est responsable de la fermeture de toutes les issues, puis qu'ils ont en fait été engagés par Reardon non pas pour enquêter mais pour réveiller les pouvoirs de la maison. Les forces de celle-ci, multipliées par la présence d'Annie et de Steven Rimbauer, qui semble avoir des pouvoirs latents de télépathe, se déchaînent alors sur l'équipe, et Nick est tué en sauvant la vie de Cathy. Emery tente de tuer Annie pour pouvoir s'échapper mais échoue. L'histoire dramatique du manoir est découverte grâce aux efforts conjugués des psis, et Annie est finalement libérée de sa possession par un lien télépathique créé par Steven entre elle et Cathy. Les issues sont alors ouvertes et Steven, Emery, Cathy, Rachel et Annie peuvent s'enfuir du manoir. Joyce Reardon est quant à elle la dernière victime de Rose Red.

## Fiche technique
- Titre : Rose Red
- Réalisation : Craig R. Baxley
- Scénario : Stephen King
- Directeur de la photographie : David Connell
- Montage : Sonny Baskin
- Musique : Gary Chang
- Décors : Maggie Martin
- Costumes : Ronald Leamon
- Production : Thomas H. Brodek, Robert F. Phillips, Mark Carliner (producteur délégué) et Stephen King (producteur délégué)
- Sociétés de production : Victor Television Productions et Mark Carliner Productions
- Budget : 35 000 000 $[1]
- Pays d'origine : États-Unis
- Langue : anglais
- Genre : horreur, fantastique
- Type : mini-série
- Durée totale : 254 minutes
- Dates de premières diffusions : 
  -  États-Unis : 27 janvier 2002, 28 janvier 2002 et 29 janvier 2002 sur ABC
  -  France : 8 avril 2004 et 15 avril 2004 sur Série Club

## Distribution
- Nancy Travis (VF : Ariane Deviègue) : Joyce Reardon
- Matt Keeslar (VF : Xavier Fagnon) : Steve Rimbauer
- Kimberly J. Brown : Annie Wheaton
- Judith Ivey (VF : Brigitte Virtudes) : Cathy Kramer
- Melanie Lynskey (VF : Sophie Arthuys) : Rachel 'Cissy' Wheaton
- Matt Ross (VF : Emmanuel Karsen) : Emery Waterman
- Julian Sands (VF : Boris Rehlinger) : Nick Hardaway
- David Dukes (VF : Regis Reuillac) : Carl Miller
- Emily Deschanel (VF : Karine Martin) : Pam Asbury
- Kevin Tighe (VF : Jean-Claude Sachot) : Victor Kandinsky
- Julia Campbell : Ellen Rimbauer
- Robert Blanche (VF : Bernard Métraux) : Mr. George Wheaton
- Laura Kenny : Patricia Waterman
- Tsidii Le Loka : Sukeena
- Jimmi Simpson (VF : Alexandre Gillet) : Kevin Bollinger
- Stephen King : le livreur de pizzas
- John Procaccino : John P. Rimbauer

## Production
Stephen King, inspiré par une maison réputée hantée de la ville de Durham où il a passé une partie de son enfance, a toujours voulu écrire un scénario au sujet d'une maison hantée. Au début des années 1990, il écrit un script, qui est en partie un remake de La Maison du diable (film lui-même inspiré du roman Maison hantée de Shirley Jackson), qu'il propose à Steven Spielberg pour qu'il soit adapté au cinéma mais le projet est abandonné en raison d'une divergence de points de vue entre les deux hommes. En 1999, King reprend le projet, écrit une nouvelle version du scénario, et le producteur Mark Carliner accepte d'en faire un film mais, le 19 juin 1999, juste avant de commencer les révisions du script, King est victime d'un grave accident, heurté par un véhicule. 
Après être sorti de l'hôpital, King, malgré les difficultés qu'il éprouve à écrire, se remet au travail sur le projet, qui est devenu désormais une mini-série. L'écriture se révèle pour lui thérapeutique. Il base le concept de Rose Red sur la mystérieuse Maison Winchester, en y ajoutant le fait que l'intérieur du manoir puisse s'agrandir tout en conservant le même aspect de l'extérieur. L'équipe de psis constituant les personnages principaux est quant à elle inspirée du roman de Shirley Jackson. La production obtient l'autorisation de tourner au manoir de Thornewood, situé à Lakewood, et King déplace alors l'action de Los Angeles à Seattle.
Les producteurs et le réalisateur Craig R. Baxley ont déjà travaillé sur un autre scénario de King, La Tempête du siècle, deux ans plus tôt. Le tournage débute le 22 août 2000 et se termine à la mi-décembre de la même année, avec un budget proche de 35 000 000 $. L'acteur David Dukes décède d'une attaque cardiaque pendant le tournage, et alors qu'il devait tourner la scène de la mort de son personnage le lendemain, et un sosie est utilisé à sa place. 
Une campagne de marketing présente la mini-série comme basée sur des évènements réels, car, deux ans avant sa diffusion, les producteurs ont demandé à l'auteur Ridley Pearson d'écrire un livre, The Diary of Ellen Rimbauer: My Life at Rose Red, sous le pseudonyme du Dr Joyce Reardon et présenté sous la forme d'un journal. L'idée de présenter cette fiction comme vraie vient de Stephen King, qui fait également insérer dans la préface du livre une référence indiquant que le manuscrit a été trouvé dans le Maine par un auteur de best-sellers, fausse piste qui laisse à penser aux fans et aux journalistes que King est l'auteur du livre. Le livre devient un best-seller et sa popularité inspire par la suite le tournage d'une préquelle à Rose Red, appelée Le Journal d'Ellen Rimbauer. Un site Web sur l'université fictive où enseigne le Dr Reardon est même créé et fournit des informations sur l'histoire du manoir et la famille Rimbauer. Cette campagne de marketing est un grand succès, de nombreux lecteurs croyant que le journal d'Ellen Rimbauer est véridique, et le faux site Web étant bombardé d'E-mail de fans persuadés que Rose Red et le Dr Reardon existent.

## Accueil et distinctions
Lors de sa première diffusion, du 27 au 29 janvier 2002 sur la chaîne ABC, la mini-série a réuni une moyenne sur les trois soirs de 18 500 000 téléspectateurs, avec une part d'audience de 8,5.
Rose Red a été nommé à l'Emmy Award de la meilleure direction artistique pour une mini-série, un téléfilm ou un programme spécial, au Saturn Award du meilleur téléfilm, ainsi qu'aux Visual Effects Society Awards dans les catégories des meilleurs effets spéciaux dans un téléfilm ou une mini-série et des meilleures maquettes et miniatures à la télévision, dans un clip musical ou dans une publicité.

## Sortie vidéo
L'intégrale de la mini-série est sortie en digipack 2 DVD le 21 août 2002 chez Warner Home Video. Le DVD comporte en suppléments un documentaire sur Le Journal d'Ellen Rimbauer (VOST), les coulisses de Rose Red (VOST), et une galerie de photos. La durée du DVD est de 245 minutes.